# Holcolemma
Holcolemma es un género de plantas herbáceas perteneciente a la familia de las poáceas. Es originario del este de África, sur de la India, Sri Lanka y de Queensland en Australia. Comprende 5 especies descritas y de estas, solo 3 aceptadas.

## Taxonomía
El género fue descrito por Stapf & C.E.Hubb. y publicado en Bulletin of Miscellaneous Information Kew 1929: 244. 1929.

## Especies aceptadas
A continuación se brinda un listado de las especies del género Holcolemma aceptadas hasta abril de 2014, ordenadas alfabéticamente. Para cada una se indica el nombre binomial seguido del autor, abreviado según las convenciones y usos. 
- Holcolemma canaliculatum
- Holcolemma dispar
- Holcolemma inaequale